# Кокус
Ко́кус (англ. caucus) — собрание сторонников или членов политической партии или политического движения. Наибольшее распространение кокусы получили в США и странах Британского содружества.
Данное слово имеет американское происхождение, впервые появившись в Бостоне около 1750 года и став популярным в Англии около 1878 года благодаря Джозефу Чемберлену. В Америке это слово означает закрытое собрание какого-либо отдела политического или законодательного органа для того, чтобы выработать единый курс действий ко времени общего собрания. В Англии это оскорбительное название внутренней группировки, которая действует за спинами партийных лидеров. Слово, вероятно, индейского происхождения и связано со словом caucauasu, означающим «советник».

## Значения
Слово «кокус» имеет несколько значений.
Во-первых, в США кокусы используются для первичного выдвижения кандидатов в президенты от политических партий. Кокусы, наряду с праймериз, являются официальными мероприятиями, на которых определяются кандидаты в президенты США.
Во-вторых, кокусами могут называться объединения политиков в тех или иных формах. Так, например, в США одним из самых известных объединений такого рода является кокус чернокожих конгрессменов.

## Кокусы в США
В Соединённых Штатах данная традиция берёт начало в XVIII веке. В то время кокусом могли считать собрание лиц, которые объединились для достижения общей политической цели, или встречу политических деятелей для обсуждения выдвижения кандидата на какую-либо должность. Сейчас в США кокусы распространены в законодательной власти. Есть демократические и республиканские кокусы в Сенате и Палате представителей Конгресса.